# Xaintrie

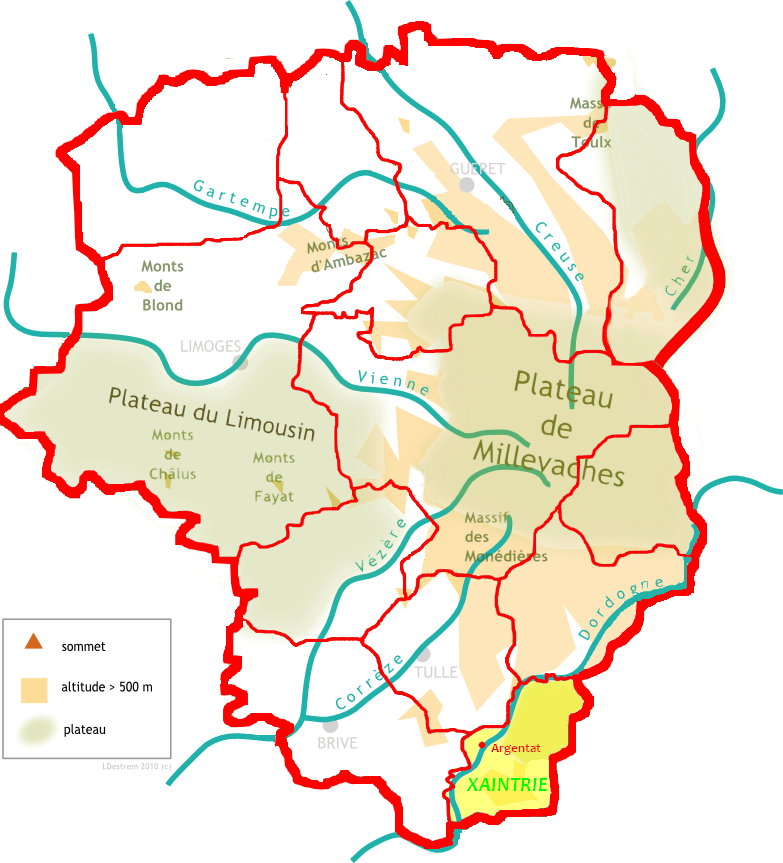
Die Xaintrie

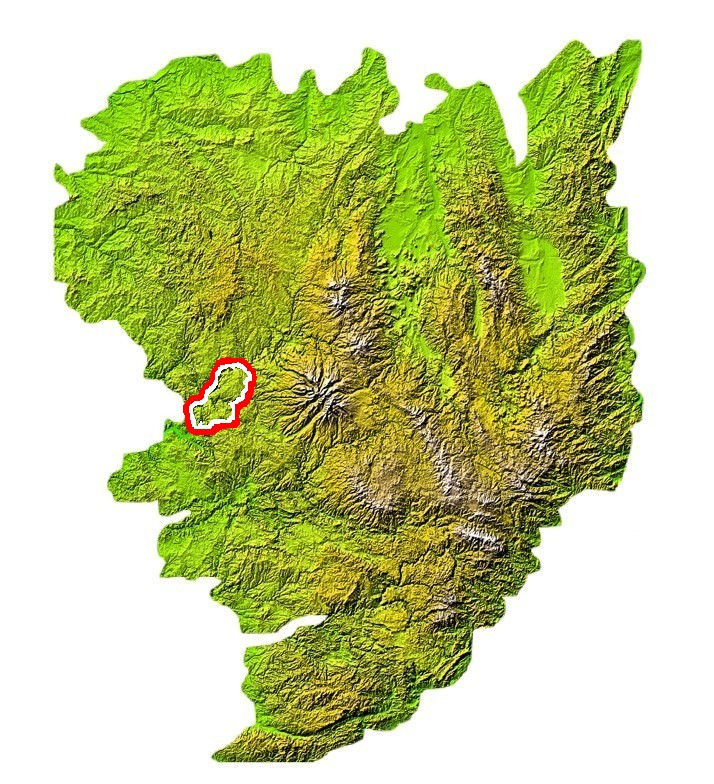
Die Xaintrie: Lage im Zentralmassiv

Die Xaintrie, manchmal auch Saintrie, (auf Okzitanisch Sentria) ist ein eigenständiger Naturraum im französischen Zentralmassiv und liegt in den Départements Corrèze (Region Nouvelle-Aquitaine) und Cantal (Region Auvergne-Rhône-Alpes).

## Geographie
Die Xaintrie ist ein Hochplateau aus Granit zwischen dem Bas Limousin, der Auvergne und dem Quercy, in dem die Flüsse Maronne, Cère und die Dordogne tiefe Schluchten hinterlassen haben.
Der größte Teil liegt im Département Corrèze und umfasst folgende Gemeinden, aufgeteilt in die Xaintrie Noire südlich der Maronne, und die Xaintrie Blanche nördlich der Maronne:
Xaintrie Blanche:
| - Argentat - Auriac - Bassignac-le-Haut - Darazac - Hautefage - Rilhac-Xaintrie | - Saint-Cirgues-la-Loutre - Saint-Geniez-ô-Merle - Saint-Julien-aux-Bois - Saint-Privat - Servières-le-Château |

Xaintrie Noire:
| - Altillac - Bassignac-le-Bas - Beaulieu-sur-Dordogne - Camps-Saint-Mathurin-Léobazel - La Chapelle-Saint-Géraud - Goulles | - Mercœur - Reygade - Saint-Bonnet-les-Tours-de-Merle - Saint-Julien-le-Pèlerin - Sexcles |

Xaintrie im Département Cantal:
| - Laroquebrou - Pleaux | - Salers - Saint-Paul-de-Salers |

## Geschichte
Der Name Xaintrie entstand aus der Zusammenziehung von Sainte Trie.